# Pericoma calcilega
Pericoma calcilega är en tvåvingeart som beskrevs av Feuerborn 1923. Pericoma calcilega ingår i släktet Pericoma och familjen fjärilsmyggor. Inga underarter finns listade i Catalogue of Life.